# Puchar Azji Wschodniej w piłce nożnej kobiet
Puchar Azji Wschodniej w piłce nożnej kobiet (ang. EAFF Women's East Asian Cup) – turniej piłkarski w Azji Wschodniej organizowany przez EAFF. Drużyny biorące udział w turnieju to Chiny, Chińskie Tajpej, Guam, Hongkong, Japonia, Korea Południowa, Korea Północna, Makau, Mariany Północne i Mongolia.

## Historia
Zapoczątkowany został w 2005 roku przez EAFF jako Puchar Azji Wschodniej w piłce nożnej kobiet. W turnieju 2005 uczestniczyły reprezentacje Chin, Japonii, Korei Południowej i Korei Północnej. Rozgrywki zostały rozegrane na stadionach Korei Południowej. 4 drużyny w grupie systemem kołowym wyłoniła miejsca na podium. Pierwszy turniej wygrała reprezentacja Korei Południowej.
Od drugiej edycji najpierw był prowadzony turniej eliminacyjny, a potem czwórka najlepszych systemem kołowym rozgrywała mistrzostwo.

## Finały
| 2005 Szczegóły | Korea Południowa | Korea Południowa | Korea Północna   | Japonia          | Chiny            | 4 |
| 2008 Szczegóły | Chiny            | Japonia          | Korea Północna   | Chiny            | Korea Południowa | 4 |
| 2010 Szczegóły | Japonia          | Japonia          | Chiny            | Korea Południowa | Chińskie Tajpej  | 4 |
| 2013 Szczegóły | Korea Południowa | Korea Północna   | Japonia          | Korea Południowa | Chiny            | 4 |
| 2015 Szczegóły | Chiny            | Korea Północna   | Korea Południowa | Japonia          | Chiny            | 4 |
| 2017 Szczegóły | Japonia          | Korea Północna   | Japonia          | Chiny            | Korea Południowa | 4 |
| 2019 Szczegóły | Korea Południowa | Japonia          | Korea Południowa | Chiny            | Chińskie Tajpej  | 4 |

## Statystyki
| Lp. | Drużyna          | Mistrz | Wicemistrz | Lata triumfów     |
| --- | ---------------- | ------ | ---------- | ----------------- |
| 1.  | Korea Północna   | 3      | 2          | 2013, 2015, 2017  |
| 2.  | Japonia          | 3      | 2          | 2008, 2010*, 2019 |
| 3.  | Korea Południowa | 1      | 2          | 2005*             |
| 4.  | Chiny            | 0      | 1          |                   |

* = jako gospodarz.